# Ceylonstare
Ceylonstare (Sturnornis albofrontatus) är en hotad fågel i familjen starar som enbart förekommer på Sri Lanka.

## Utseende och läten
Ceylonstaren är en medelstor (22 cm) stare. Adult fågel har smutsvitt ansikte, mörkgrå, något grönglänsande ovansida och ljust, fint streckad lavendelgrå undersida. Näbben är blåaktigt brun, med blått längst in på undre näbbhalvan. Ungfågeln är vitaktig på ögonbrynsstreck, örontäckare och strupe, medan ovansidan är mattbrun. Fågeln är tystlåten och låter endast höra starlika tjirpanden.

## Utbredning och systematik
Ceylonstaren återfinns enbart i skogar i fuktzonen på sydvästra Sri Lanka. Den behandlas som monotypisk, det vill säga att den inte delas in i några underarter.

### Släktestillhörighet
Tidigare placerades den i släktet Sturnus, men flera genetiska studier visar att släktet är starkt parafyletiskt, där de flesta arterna är närmare släkt med majnorna i Acridotheres än med den europeiska staren (Sturnus vulgaris). Därför förs den numera som ensam art till släktet Sturnornis.

## Levnadssätt
Arten är begränsad till ostörda fuktskogar i låglänta områden och bergstrakter från 460 till 1220 meters höjd. Vissa fynd finns från skogsbryn. Den lever av trädfrukter, ryggradslösa djur och nektar från Bombax ceiba. Fågeln ses vanligen födosöka i toppen av höga träd i stora artblandade flockar. Den är stannfågel, men tros tillryggalänga långa sträckor mellan födoplatser och nattkvist. Häckningsbiologin är dåligt känd.

## Status
Ceylonstaren har en liten och kraftigt fragmenterad världspopulation bestående av under 10 000 vuxna individer. Den tros också minska i antal till följd av habitatförstörelse. Internationella naturvårdsunionen IUCN kategoriserar därför arten som sårbar.